# Ben Lerner
Benjamin S. Lerner (Topeka, 1979. február 4. –) amerikai költő, regényíró, esszéíró és kritikus. Többek között Fulbright-ösztöndíjas, a Pulitzer-díj szépirodalmi díjának döntőse, a National Book Award döntőse, a National Book Critics Circle Award döntőse, a Howard Alapítvány ösztöndíjasa, a Guggenheim-ösztöndíjas és a MacArthur-ösztöndíjas. 2011-ben elnyerte a "Preis der Stadt Münster für internationale Poesie" díjat, az első amerikaiként, aki megkapta a kitüntetést. Lerner a Brooklyn College-ban tanít, ahol 2016-ban kitüntetett angol professzorrá nevezték ki.

## Élete és munkássága
Lerner a kansasi Topekában született és nőtt fel, ami minden verseskönyvében szerepel. Édesanyja Harriet Lerner klinikai pszichológus. 1997-ben végzett a Topeka Gimnáziumban. 1997-ben megnyerte a National Forensic League National Tournament in International Extemporaneous Speaking versenyét. A Brown Egyetemen C. D. Wright költőnél tanult, és B.A. fokozatot szerzett politikaelméletből és MFA költészetből.
Lerner Hayden Carruth-díjat kapott a The Lichtenberg Figures című 52 szonettből álló ciklusáért. 2004-ben a Library Journal az év 12 legjobb verseskönyve közé sorolta.
2003-ban Fulbright-ösztöndíjjal Madridba, Spanyolországba utazott, ahol megírta második verseskötetét, az Angle of Yaw-t, amely 2006-ban jelent meg. A National Book Award döntőse lett. Harmadik verseskötete, a Mean Free Path 2010-ben jelent meg.
2011-ben megjelent első regénye, a Leaving the Atocha Station, elnyerte a "Believer Book Award"-ot, és bekerült a Los Angeles Times első szépirodalmi könyvért és a New York Public Library Young Lions díjába. A The Guardianben Geoff Dyer "olyan ragyogóan eredeti stílusú és formájú műnek nevezte, hogy előérzetnek, a jövő üstökösének tűnik." Lerner második regényének, a 10:04-nek a részei elnyerték a Terry Southern-díjat a The Paris Review-tól. Maggie Nelson a Los Angeles Review of Books című folyóiratban a 10:04-et „közel tökéletes irodalomnak” nevezte. Lerner 2019-es regényét, a The Topeka School-t a The New York Times Book Review „nagy vízi alkotásként” értékelte. Giles Harvey, a The New York Times Magazine, a The Topeka School-t "az eddigi legjobb könyvnek nevezte generációja legtehetségesebb írójától". A The Topeka School a 2020-as szépirodalmi Pulitzer-díj döntőse volt.
2023-ban kiadta negyedik teljes terjedelmében verses és prózai verseskötetét, „The Lights” címmel. A „The New York Times”-ban Srikanth Reddy ezt írta: "Költő kell ahhoz, hogy olyan karaktereket találjon ki, akik azt állítják, hogy 'a hangot a létezésbe kell énekelni'. Regényíró kell ahhoz, hogy ennyi perspektívát, történetet és intimitást tiszteljen egyetlen könyvben... A The Lights költője/regényírója Baudelaire prózapoétikai kísérleteit egy többszintes álomházzá bővíti a kortárs amerikai olvasók számára." Kamran Javadizadeh a "The New Yorker"-ben a "The Lights"-t "világátkötő költészetnek", "elképesztően szépnek" és "rendkívül kedvesnek" nevezte.
2008-ban Lerner verseket kezdett szerkeszteni a Critical Quarterly brit tudományos kiadványban. 2016-ban ő lett a Harper's első versszerkesztője. Tanított a California College of the Arts-ban és a Pittsburghi Egyetemen, majd 2010-ben csatlakozott a Brooklyn College MFA-programjának karához.
2016-ban Lerner a New York-i Bölcsészettudományi Intézet munkatársa lett. 2015-ben MacArthur-ösztöndíjat kapott.

## Művei

### Költészet
- The Lichtenberg figures – Copper Canyon Press, 2004
- Angle of Yaw – Copper Canyon Press, 2006. ISBN 9781556592461
- Mean Free Path – Copper Canyon Press, 2010. ISBN 9781619320741
- No Art – Az előző három kötet gyűjteménye.

### Regények
- Leaving the Atocha Station, Coffee House Press, 2011. ISBN 9781566892926
- 10:04, Farrar, Straus and Giroux, 2014. ISBN 978-0865478107
- The Topeka School, Farrar, Straus and Giroux, 2019
  - Az iskola Topekában – XXI. Század, Budapest, 2020 · ISBN 9786156122421 · fordította: Pék Zoltán[16] (Kult könyvek sorozat)

### Novellák
- Ross Perot and China, 2019
- Café Loup, 2022
- The Ferry, 2023

### Non-fiction
The Hatred of Poetry. FSG Originals, 2016

### Szerkesztett kötetek
Keeping / the window open: Interviews, Statements, Alarms, Excursions. On Keith and Rosmarie Waldrop. Wave Books, 2019

### Együttműködés művészekkel
- Blossom. Mack Books, 2015. With Thomas Demand(wd).
- The Polish Rider. Mack Books, 2018. With Anna Ostoya(wd)
- The Snows of Venice. Spector Books, 2018. With Alexander Kluge(wd)
- Gold Custody. Mack Books, 2021. With Barbara Bloom(wd)
- The Clichés. Song Cave Editions, 2022. With R.H. Quaytman(wd)

## Díjai
- 2003 – Hayden Carruth Award[17]
- 2003–2004 – Fulbright Fellowship[18]
- 2006 – Finalist, National Book Award[19] for Angle of Yaw.
- 2006 – Finalist, Northern California Book Awards for Angle of Yaw[20]
- 2007 – Kansas Notable Book for Angle of Yaw
- 2010–2011 – Howard Foundation Fellowship[21]
- 2011 – Preis der Stadt Münster für internationale Poesie[22]
- 2011 – Finalist, Los Angeles Times Book Award for first fiction[23]
- 2012 – Finalist, Young Lions Fiction Award of the New York Public Library[24]
- 2012 – The Believer Book Award[25]
- 2012 – Finalist, William Saroyan International Prize for Writing[26]
- 2012 – Finalist, PEN/Bingham Award[27]
- 2013 – Finalist, James Tait Black Memorial Prize[28]
- 2013 – Guggenheim Fellowship[29]
- 2014 – Terry Southern(wd) Fiction Prize from The Paris Review[30]
- 2014 – Finalist, Folio Prize[31]
- 2017 - named one of Granta's best young American novelists
- 2015–2020 Winner, MacArthur Foundation Fellowship
- 2019 Finalist, Folio Prize
- 2019 Finalist, National Book Critics Circle Award
- 2019 Winner, Kansas Book Award
- 2019 Winner, Los Angeles Times Book Prize for Fiction
- 2020 Finalist, The Pulitzer Prize for Fiction

## Fordítás
- Ez a szócikk részben vagy egészben  a   Ben Lerner című angol Wikipédia-szócikk fordításán alapul.  Az eredeti cikk szerkesztőit annak laptörténete sorolja fel. Ez a jelzés csupán a megfogalmazás eredetét és a szerzői jogokat jelzi, nem szolgál a cikkben szereplő információk forrásmegjelöléseként.